# Casa Cantoni-Fontana
La casa Cantoni-Fontana si trova a Muggio, frazione del comune di Breggia in Canton Ticino.
L'aspetto attuale risale all'espansione operata nel tardo Settecento da Simone Cantoni. Negli interni spicca la Sala dell'architettura, decorata nel 1796 da Domenico Pozzi e dotata di un soffitto a lacunari con una medaglia che rappresenta  Minerva, dea della Sapienza, con i simboli delle tre arti (architettura, pittura, scultura). Nella stessa sala è presente un camino decorato con una rappresentazione dell'Architettura in forme umane, mentre sulla parete d'ingresso le allegorie della Pittura e dellaScultura e nelle esedre spiccano i busti di Leon Battista Alberti, Vitruvio, Vincenzo Scamozzi, Vignola, Andrea Palladio e Sebastiano Serlio. Nelle altre due stanze mobili dello stesso periodo, i Ritratti di Simone e Gaetano Cantoni di Domenico Pozzi (anni settanta-ottanta del XVIII secolo), rappresentati anche dai busti realizzati nel 1775 da Francesco Carabelli.